# Metanema determinata
Metanema determinata är en fjärilsart som beskrevs av Walker 1866. Metanema determinata ingår i släktet Metanema och familjen mätare. Inga underarter finns listade i Catalogue of Life.